# 圣塞列斯
圣塞列斯（法語：Saint-Sériès，法語發音：[sɛ̃ seʁjɛs]）是法国埃罗省的一个市镇，位于该省东部，属于蒙彼利埃区。

## 地理
圣塞列斯（43°43'54"N, 4°6'19"E）面积4.56 平方千米，位于法国奧克西塔尼大區埃罗省，该省份为法国南部沿海省份，南濒地中海，西南接奥德省，西北接塔恩省和阿韦龙省，东北与加尔省接壤。
与圣塞列斯接壤的市镇（或旧市镇、城区）包括：欧拜、瑞纳斯、布瓦斯龙、萨蒂拉尔格、维勒泰勒、昂特尔维涅。
圣塞列斯的时区为UTC+01:00、UTC+02:00（夏令时）。

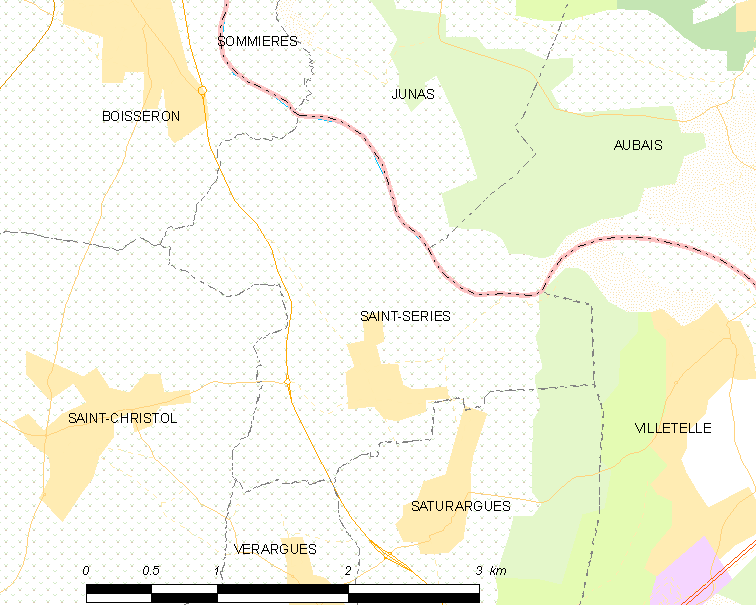
圣塞列斯的OSM定位图

## 行政
圣塞列斯的邮政编码为34400，INSEE市镇编码为34288。

## 政治
圣塞列斯所属的省级选区为吕内勒县。

## 交通
埃罗省省道D34线和D118线在境内交汇。

## 人口

1962-2008年间圣塞列斯人口变化图示

圣塞列斯于2022年1月1日时的人口数量为972人。